# 최영섭
최영섭(崔永燮, 요한 초이(독일어: Yohann Tschoi), 1929년 11월 28일 ~ )은 한때 오르가니스트로 활동한 대한민국의 작곡가 겸 지휘자이다.

## 생애
본관은 전주이고 호(號)는 산남(山南)이다. 경기도 강화에서 출생하였고 지난날 한때 경기도 인천에 이주를 하여 잠시 유아기를 보낸 적이 있는 그는 인천중학교 재학 중에 서울 경복중학교로 편입하여 임동혁 문하에서 작곡법을 사사하였다. 1947년 서울 경복중학교 6학년 때 첫 작곡 발표회를 개최하였고 오르간 연주가로도 데뷔하였다.
포크 록 밴드 들국화의 베이스 기타리스트 겸 보컬리스트로 활동했던 싱어송라이터 최성원(崔聖園)의 아버지인 그는 《그리운 금강산》이라는 곡의 작곡자로 널리 알려져 있고 피아니스트 겸 작곡가 최창권(崔昌權, 1929.10.26~2008.1.25)에게는 동갑이자 생일 한 달 늦은 5촌 숙부이기도 하다.

## 주요 작품
- 《그리운 금강산》
- 《우리는 영원한 해병》
- 《고요한 아침의 나라》
- 《오! 사랑하는 나의 조국》
- 《해 뜨는 나라의 아침》
- 《동해에 해가 뜨니》
- 《조국의 화려강산 좋을시고》
- 《남산에 올라》

## 소속
- Seoul Green Orchestra 상임지휘자
- 前 한국고전음악가곡작곡가협회 부회장
- 前 중앙대학교 음악교육학과 겸임교수
- 前 한양대학교 음악학과 교수
- 前 추계예술대학교 음악학과 초빙교수

## 학력
- 1942년 인천창영국민학교 졸업
- 1943년 인천고등보통학교(前) → 1948년 경성제2고등보통학교 졸업
- 1952년 서울대학교 작곡과 학사
- 1959년 오스트리아 빈 대학교 음악대학원 음악학 석사

### 중학교 명예 졸업
- 1964년 경기도 인천중학교 명예 졸업장 수여(1964년 2월)